# Marcy Kaplan
Marcy Kaplan (11 juni 1964) is een Amerikaanse actrice.

## Carrière
Kaplan begon in 1980 met acteren in de film Island Claws. Hierna heeft ze nog meerdere rollen gespeeld in televisieseries en films zoals JAG (1997-1998) en Days of our Lives (2000-2001). 

## Filmografie

### Films
Uitgezonderd korte films.
- 2002 Stange Hearts – als Joanne Smart
- 1998 Rough Draft – als Lori
- 1995 Fast Company – als Darlene Harmon
- 1994 White Mile – als vrouw
- 1992 Little Sister – als Liza
- 1987 Deadly Illusion – als receptioniste
- 1980 Island Claws – als bewoonster

### Televisieseries
Uitgezonderd eenmalige gastrollen.
- 1997 – 2001 JAG – als Milicent Shaker – 3 afl.
- 2000 – 2001 Days of our Lives - als Marlo Ungerschtemer - 24 afl.
- 2001 Diagnosis Murder – als Geraldine Baxter – 2 afl.